# Joyce Johnson (Schriftstellerin)

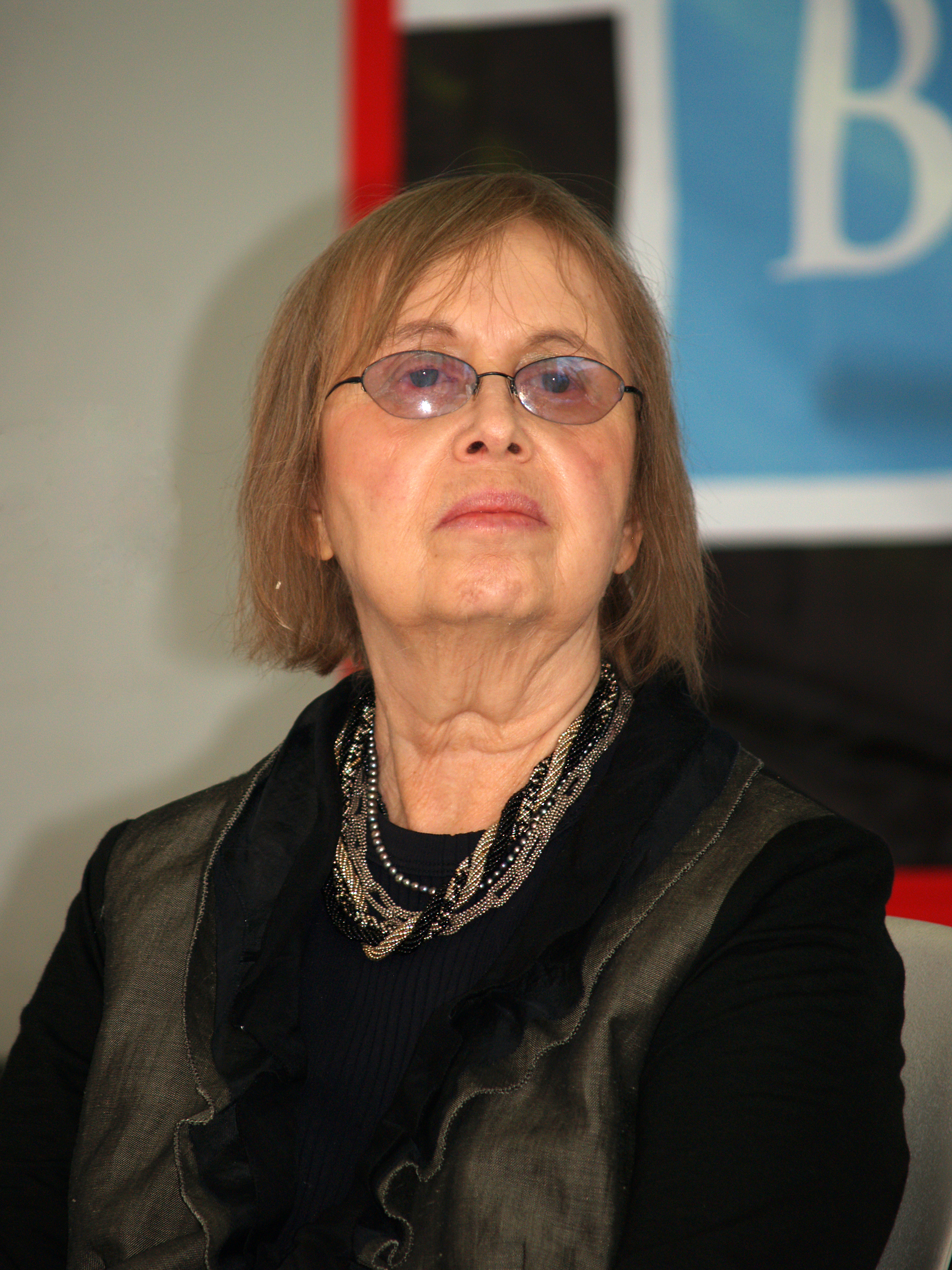
Joyce Johnson

Joyce Johnson, geborene Joyce Glassman, (* 27. September 1935) ist eine US-amerikanische Schriftstellerin. Sie war von 1957 bis 1958 die Lebensgefährtin von Jack Kerouac.
Joyce Johnson war mit Elise Cowen zur Schule gegangen, die eine Affaire mit dem Dichter Allen Ginsberg hatte, und Ginsberg brachte Joyce Johnson Ende 1956 mit Kerouac zusammen, indem er ein Blind Date für sie und Jack Kerouac arrangierte. Die beiden waren bis 1958 zusammen.
„Im Prinzip glich Kerouacs Beziehung zu ihr denen mit seinen anderen Freundinnen, aber es gab auch einige Unterschiede: Die Beziehung dauerte länger, Johnson war intellektueller, und die Intensität ihrer Vernarrtheit reflektierte den Hunger der kommenden Generation, die On the Road feiern sollte.“
Nach dem Beziehungsende arbeitete Joyce Johnson als Lektorin und schrieb zwei Romane. Mit 47 Jahren veröffentlichte sie ihre Memoiren Minor Characters, die einen Insiderblick aus der Sicht einer jungen Frau in die Beat Generation geben. Das Buch zeigt vor allem die Persönlichkeit von Jack Kerouac, der mit seiner über Nacht gewachsenen Berühmtheit nur schwer zurechtkommt.
Minor Characters erhielt 1983 den National Book Critics Circle Award.

## Werke
- Come and Join the Dance. 1962.  (unter ihrem Geburtsnamen Joyce Glassman)
- Bad Connections. 1978
- Minor Characters. 1983. (deutsch: Warten auf Kerouac : ein Leben in der Beat-Generation. Goldmann, München 1999, ISBN 3-442-72429-5; bearbeitete Neuausgabe unter dem Titel: "Zaunköniginnen: New Yorker Erinnerungen", edition fünf, Gräfelfing 2010, ISBN 978-3-942374-03-3)
- In the Night Cafe. 1989
- What Lisa Knew. 1990. (deutsch: Lisas Geheimnis : die schockierende Geschichte einer Familie. Heyne, München 1994, ISBN 3-453-06404-6)